# Sugkarpfiskar
Sugkarpfiskar (Catostomidae) är en familj i ordningen karpartade fiskar. För närvarande är 13 släkten med tillsammans 68 arter kända som lever i Nordamerika, Kina och nordöstra Sibirien. De flesta arterna hittas i Nordamerika. Nästan 60 procent av arterna tillhör släktena Catostomus och Moxostoma.
Arter som lever i snabbflytande floder är smala. Sugkarpfiskar når en kroppslängd mellan 18 centimeter och 1,20 meter. Färgen är vanligen mindre påfallande, oftast brun eller grå.
Dessa fiskar har tjocka läppar och hittar födan vanligen vid flodens botten.
Fossil av sugkarpfiskar hittades i Colorado och Utah och daterades till mellersta eocen. Sedan finns en stor lucka på över 36,2 miljoner år (från senare eocen till tidig pleistocen) där inga fossil är kända.
En del arter, till exempel Catostomus commersonii och Hypentelium nigricans, är omtyckta matfiskar. De fångas med angel eller på natten med en spetsig pinne.

## Systematik
- Underfamilj Catostominae
  - Tribus Catostomini 
    - Släkte Catostomus, Lesueur, 1817
    - Släkte Chasmistes, Jordan, 1878
    - Släkte Deltistes, Seale, 1896
    - Släkte Xyrauchen, Eigenmann & Kirsch in Kirsch, 1889

  - Tribus Moxostomatini 
    - Släkte Erimyzon, Jordan, 1876
    - Släkte Hypentelium, Rafinesque, 1818
    - Släkte Minytrema, Jordan, 1878
    - Släkte Moxostoma, Rafinesque, 1820
    - Släkte Thoburnia, Jordan & Snyder in Jordan, 1917
- Underfamilj Ictiobinae
  - Släkte Carpiodes, Rafinesque, 1820
  - Släkte Ictiobus, Rafinesque, 1820
- Underfamilj Cycleptinae
  - Släkte Cycleptus, Rafinesque, 1819
- Underfamilj Myxocyprininae 
  - Släkte Myxocyprinus, Gill, 1878